# مياكي يوشينوبو
مياكي يوشينوبو (ولد في 27 يوليو 1958) هو الكاهن الشينتوي في اليابان. الرئيس العام للكنيسة كونكو في إيزو في عام 2006، الرئيس للمجلس الدولية لدراسات الشنتو في عام 2013.
السيرة الشخصية
يوشينوبو مياكي ولد في أوساكا في عام 1958. بعد تخرجه من كلية اللاهوت بجامعة دوشيشا أصبح كاهنا شينتويا. أيضا انتهى دراسته في المعهد كونكو ومركز الدراسة الأديان العالمية في جامعة هارفارد.
العالم مياكي يعتمد على الجمعية اليابانية للدراسات الدينية، والجمعية الدولية لدراسات الشينتو ، ومؤتمر الدين والمجتمع الحديث.
أنشطة الأديان
RELNET:
في 1988، أسسه الذي يقدم معلومات عن الأديان.
وقد شغل منصب الأمين العام لقمة الزعماء الدينيين للمجموعة الثمانية والزمالة الدينية الدولية.
بدأ عمله في الحوار بين الأديان بعد أن اجتمع مع البابا بولس السادس في عام 1977، منذ ذلك الحين التقى مرات مع الباباوات والدالاي لاما الرابع عشر، وحضر مؤتمرات بين الأديان حول العالم.
المنشورات
- (The Living Of Peace (1991, Heiwa Publishing

- (Mojibakeshita Rekishiwo Yomitoku (2006, Bun’en-sha
- (Gendaino Shito Homuriwo Kangaeru (2014, Minerva-shobo
- (KAZAMIDORI: How Humanity Has Confront Infectious Diseases (2019, Shuko-sha
- (Interfaith Worship And Prayer: We Must Pray Together (2019, Jessica Kingsley Publishers
- (Islamic State and Japan: What is the Nation (2019, Shuko-sha
- (Shinto DNA: How Much Do We Know About Japan (2020, Shuko-sha